# Lastnič
Lastnič este o localitate din comuna Podčetrtek, Slovenia, cu o populație de 161 de locuitori.